# Йохан Адолф II (Саксония-Вайсенфелс)
Йохан Адолф II фон Саксония-Вайсенфелс (на немски: Johann Adolf II von Sachsen-Weissenfels; * 4 септември 1685, Вайсенфелс; † 16 май 1746, Лайпциг) от рода на Албертинските Ветини, е от 1736 до 1746 г. петия и последен херцог на Саксония-Вайсенфелс, също княз на Саксония-Кверфурт.

## Живот
Той е седмото дете и най-малкият син на херцог Йохан Адолф I фон Саксония-Вайсенфелс (1649 – 1697) и първата му съпруга Йохана Магдалена (1656 – 1686), дъщеря на херцог Фридрих Вилхелм II фон Саксония-Алтенбург (1603 – 1669). Майка му умира почти пет месеца след раждането му.
На 17 години Йохан Адолф II започва служба във войската на Хесен-Касел и се бие в Испанската наследствена война против Франция. През 1711 г. неговият братовчед Август Силни го извиква на полска служба като генерал-майор. През 1714 г. става генерал-лейтенант и по-късно генерал-командант на кралската гвардия (Garde du Corps), командва през 1716 г. помощен корбс от 6000 души, който император Карл VI изпраща в Шестата турска война в Унгария. През 1723 г. той става генерал на кавалерията на Курфюрство Саксония и е изпратен през октомври 1733 г. в Полша и участва в обсадата на Данциг. Той се бие в Полската наследствена война (1733 – 1738).
На 3 август 1735 г. той е курфюрст-саксонски и кралски-полски генерал-фелдмаршал главно в Южна Полша, за да подсигури короноването на курфюрст Фридрих Аугуст I за крал на Полша и остава там като командир до 1736 г., докато напълно побеждава другия кандидат Станислав Лешчински.
След смъртта на баща му през през 1697 г. по-големият му брат Йохан Георг (1677 – 1712) наследява трона под опекунството на курфюрст Фридрих Август I фон Саксония. След неговата смърт херцог на Саксония-Вайсенфелс става брат му Христиан (1682 – 1736), който е бездетен и е наследен на 28 юни 1736 г. от Йохан Адолф II. След смъртта на братовчед му Георг Албрехт († 12 юни 1739) той получава и Графство Барби.
През 1741 г. той е отново командир на саксонската войска в Първата силезийска война и през 1745 г. против Прусия. На 12 декември 1745 г. напуска по здравословни причини.
Йохан Адолф II умира от сърдечен удар на 16 май 1746 г. на 60 години при посещение на панаира в Лайпциг и е погребан в оловен ковчег в княжеската гробница в дворцовата църква на дворец Ной-Августусбург във Вайсенфелс. Децата на Йохан Адолф II умират преди да пораснат и с неговата смърт херцогството Саксония-Вайсенфелс отива обратно към Курфюрство Саксония на курфюрст Фридрих Август II.

## Фамилия
Първи брак: 9 май 1721 г. в Айзенах с принцеса Йоханета Антоанета Юлиана фон Саксония-Айзенах (1698 – 1726), дъщеря на херцог Йохан Вилхелм фон Саксония-Айзенах и втората му съпруга Кристина Юлиана фон Баден-Дурлах, дъщеря на принцрегент Карл Густав фон Баден-Дурлах. Двамата имат един син:
- Фридрих Йохан Адолф (26 май 1722 – 10 август 1724)

Втори брак: 27 ноември 1734 г. в Алтенбург с принцеса Фридерика фон Саксония-Гота-Алтенбург (1715 – 1775), дъщеря на херцог Фридрих II фон Саксония-Гота-Алтенбург и Магдалена Августа фон Анхалт-Цербст, дъщеря на княз Карл Вилхелм фон Анхалт-Цербст и София фон Саксония-Вайсенфелс. Те имат пет деца:
- Карл Фридрих Адолф (6 ноември 1736 – 24 март 1737)
- Йохан Адолф (27 юни 1738 – 21 октомври 1738)
- Август Адолф (6 юни 1739 – 7 юни 1740)
- Йохан Георг Адолф (17 май 1740 – 10 юли 1740)
- Фридерика Адолфина (27 декември 1741 – 4 юли 1751)

- Фридерика фон Саксония-Гота-Алтенбург
- Йохан Георг Адолф (1740), последният наследствен принц на Саксония-Вайсенфелс